# Parksville
Parksville è una città della Columbia Britannica, in Canada, situata nel distretto regionale di Nanaimo. La comunità è localizzata sulla sponda orientale dell'isola di Vancouver.